# استیو کارور
استیو کارور (انگلیسی: Steve Carver؛ ۵ آوریل ۱۹۴۵-۸ ژانویهٔ ۲۰۲۱) کارگردان، تهیه‌کننده و عکاس اهل ایالات متحده آمریکا بود.

## فیلم‌شناسی
- آرنا (۱۹۷۴)
- کاپون (۱۹۷۵)
- طبل (۱۹۷۶)
- گرگ تنها، مکوئید (۱۹۸۳)